# 다니엘 나르시스
다니엘 나르시스(프랑스어: Daniel Narcisse, 1979년 12월 16일~)는 프랑스의 핸드볼 선수이다. 현역 시절 포지션은 센터으로 2012년에 국제 핸드볼 연맹(EHF) 선정 올해의 선수가 되었다. 프랑스 리그와 독일 리그에서 활약했으며, 프로 선수로 활동하는 동안 챔피언스리그 2회, 프랑스 리그 5회, 독일 리그 3회 우승을 달성했다. 
국제 대회에서는 프랑스 국가대표팀의 일원으로 활약하여 올림픽 금메달 2개, 세계 선수권 대회 4회, 유럽 선수권 대회 3회 우승을 달성했다.